# Jean-François Jodoin
Pour les articles homonymes, voir Jodoin.
Jean-François Jodoin (né le 12 décembre 1970 à Saint-Hyacinthe, province de Québec) est un joueur canadien de hockey sur glace devenu entraîneur. Il possède un passeport français.

## Carrière de joueur
En 1994, il commence sa carrière professionnelle avec les Sun Devils de Daytona Beach en SuHL. Ce défenseur a évolué durant la majeure partie de sa carrière en France. En 1996, il arrive chez les Ours de Villard-de-Lans en Division 1. Il intègre l'effectif des Ducs d'Angers dans la Ligue Élite en 1997-1998. Il est champion de France avec Amiens la saison suivante. Il a par la suite porté les couleurs de l'ERC Hassfurt, de Rouen, de Tours. En 2003, il signe aux Diables Rouges de Briançon en Ligue Magnus. Il a été capitaine en 2005-2006. La saison suivante, il revient aux Ducs d'Angers. Il remporte la Coupe de France après deux échecs consécutifs en finale avec les Diables Rouges de Briançon. Il a été capitaine des Ducs en 2008-2009.

## Statistiques
| Saison    | Équipe                      | Ligue        |    | Saison régulière | Saison régulière | Saison régulière | Saison régulière | Saison régulière |   | Séries éliminatoires | Séries éliminatoires | Séries éliminatoires | Séries éliminatoires | Séries éliminatoires |
| Saison    | Équipe                      | Ligue        | PJ | B                | A                | Pts              | Pun              | PJ               | B | A                    | Pts                  | Pun                  |                      |                      |
| 1994-1995 | Sun Devils de Daytona Beach | SuHL         | 46 | 6                | 19               | 25               | 69               |                  |   |                      |                      |                      |                      |                      |
| 1996-1997 | Ours de Villard-de-Lans     | Division 1   | 27 | 16               | 20               | 36               | 62               |                  |   |                      |                      |                      |                      |                      |
| 1997-1998 | Ours de Villard-de-Lans     | Division 1   | 27 | 13               | 26               | 39               | 89               |                  |   |                      |                      |                      |                      |                      |
| 1997-1998 | Ducs d'Angers               | Ligue Élite  | 41 | 12               | 28               | 40               | 77               |                  |   |                      |                      |                      |                      |                      |
| 1998-1999 | Amiens                      | Ligue Élite  | 47 | 10               | 19               | 29               | 38               |                  |   |                      |                      |                      |                      |                      |
| 1999-2000 | Amiens                      | Ligue Élite  | 40 | 5                | 20               | 25               | 20               |                  |   |                      |                      |                      |                      |                      |
| 2000-2001 | ERC Hassfurt                | Oberliga Süd | 47 | 16               | 20               | 36               | 40               |                  |   |                      |                      |                      |                      |                      |
| 2001-2002 | Rouen                       | Ligue Élite  | 35 | 10               | 20               | 30               | 79               |                  |   |                      |                      |                      |                      |                      |
| 2002-2003 | ASG Tours                   | Super 16     | 23 | 3                | 15               | 18               | 48               |                  |   |                      |                      |                      |                      |                      |
| 2003-2004 | Briançon                    | Super 16     | 23 | 3                | 14               | 17               | 42               | 4                | 3 | 0                    | 3                    | 16                   |                      |                      |
| 2004-2005 | Briançon                    | Ligue Magnus | 24 | 8                | 12               | 20               | 26               | 4                | 0 | 0                    | 0                    | 16                   |                      |                      |
| 2005-2006 | Briançon                    | Ligue Magnus | 26 | 7                | 16               | 23               | 72               | 4                | 0 | 2                    | 2                    | 14                   |                      |                      |
| 2006-2007 | Ducs d'Angers               | Ligue Magnus | 24 | 6                | 8                | 14               | 28               | 4                | 2 | 4                    | 6                    | 14                   |                      |                      |
| 2007-2008 | Ducs d'Angers               | Ligue Magnus | 26 | 9                | 15               | 24               | 42               | 6                | 0 | 0                    | 0                    | 0                    |                      |                      |
| 2008-2009 | Ducs d'Angers               | Ligue Magnus | 25 | 6                | 15               | 21               | 70               | 10               | 1 | 3                    | 4                    | 28                   |                      |                      |